# Cobbler (nourriture)
Pour les articles homonymes, voir Cobbler.

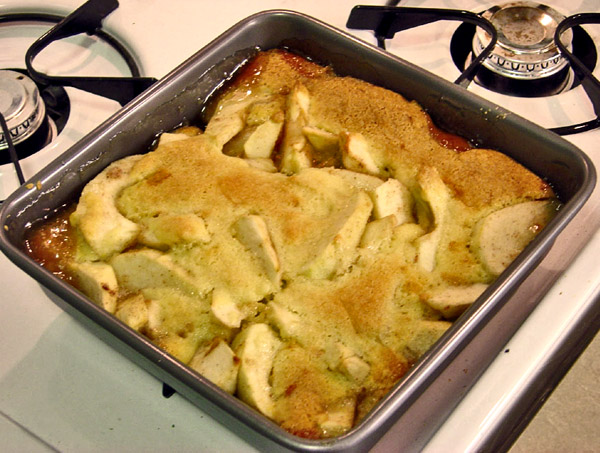
Un cobbler aux pommes.

Le cobbler est un dessert présent notamment aux États-Unis mais aussi au Royaume-Uni. Il est composé de fruits déposés dans un plat et recouverts d'un biscuit. Il est similaire au crumble, qui est lui recouvert d'une pâte sableuse composée parfois d'avoine. Le nom de « cobbler » utilisé en 1859, a une origine incertaine. Il se pourrait qu'il provienne du mot britannique archaïque, cobeler, signifiant « bol en bois ».  